# Апокаліпсис (Дюрер)

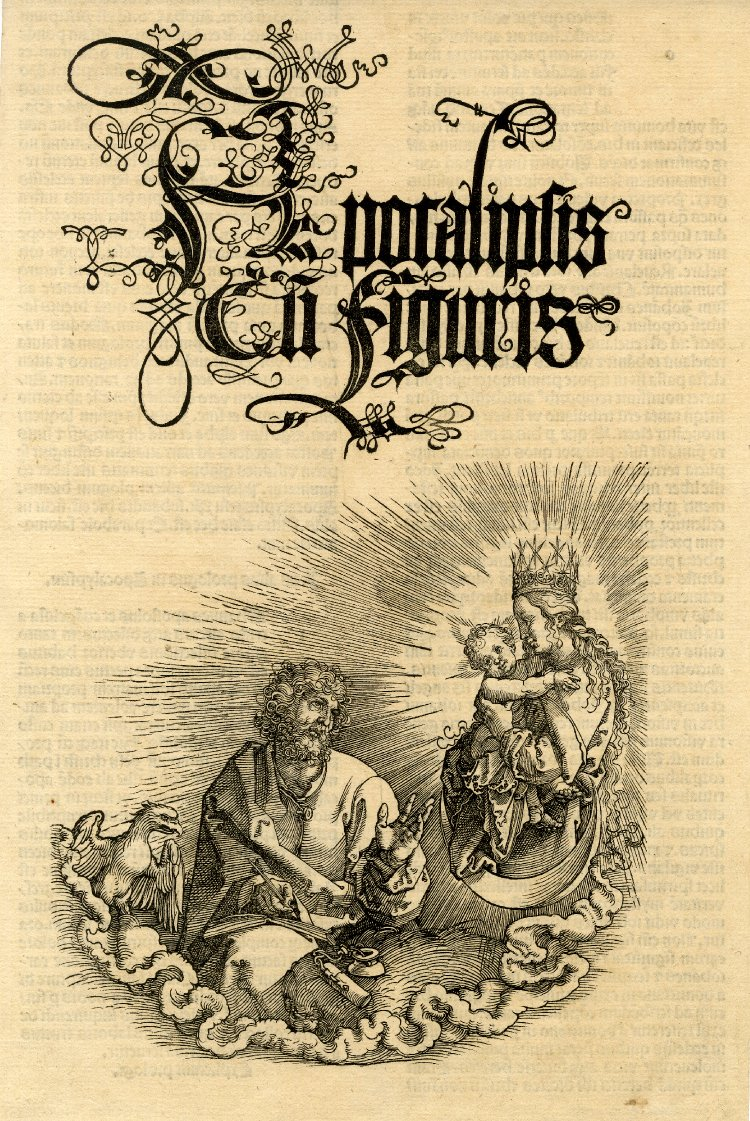
Титульна сторінка другого латинського видання 1511 року

«Апокаліпсис», або «Апокаліпсис із зображеннями» (лат. Apocalipsis cum figuris) — відома серія з п'ятнадцяти ксилографій Альбрехта Дюрера з сценами із Книги Одкровення, опублікована 1498 р. Вона швидко принесла йому славу по всій Європі. Серія, ймовірно, була вирізана на грушевих дерев'яних блоках з богословськими порадами, зокрема від Йоганнеса Піркгеймера, батька друга Дюрера Віллібальда Піркгаймера. Робота над серією розпочалася під час першої поїздки Дюрера до Італії (1494–95), а цей набір був опублікований одночасно латиною та німецькою мовою в Нюрнберзі в 1498 році, в той час, коли значна частина Європи очікувала можливого Страшного суду в 1500 році. Найвідоміший принт у серії — «Чотири вершники апокаліпсису» (бл. 1497–98). Серія принесла Дюреру славу та багатство, а також деяку свободу від системи меценатства, що, у свою чергу, дозволило йому обирати власні теми та приділяти більше часу гравюрі. У 1511 році Дюрер опублікував друге видання «Апокаліпсису» у поєднаному виданні зі своїм «Життям Богородиці та великими страстями».

## Подібні цикли
Основним твором Жана Дювета була гравірована серія 1550-х років, під впливом Дюрера, але дуже інша за стилем. Франс Масерель назвав свою серію з 25 малюнків Першої світової війни Апокаліпсисом нашого часу; у 1943 році Бентон Спруанс зробив літографію під назвою Вершники Апокаліпсису. У 1945 році Édouard Goerg опублікував 20 літографій із серії під назвою «Апокаліпсис».

## Галерея

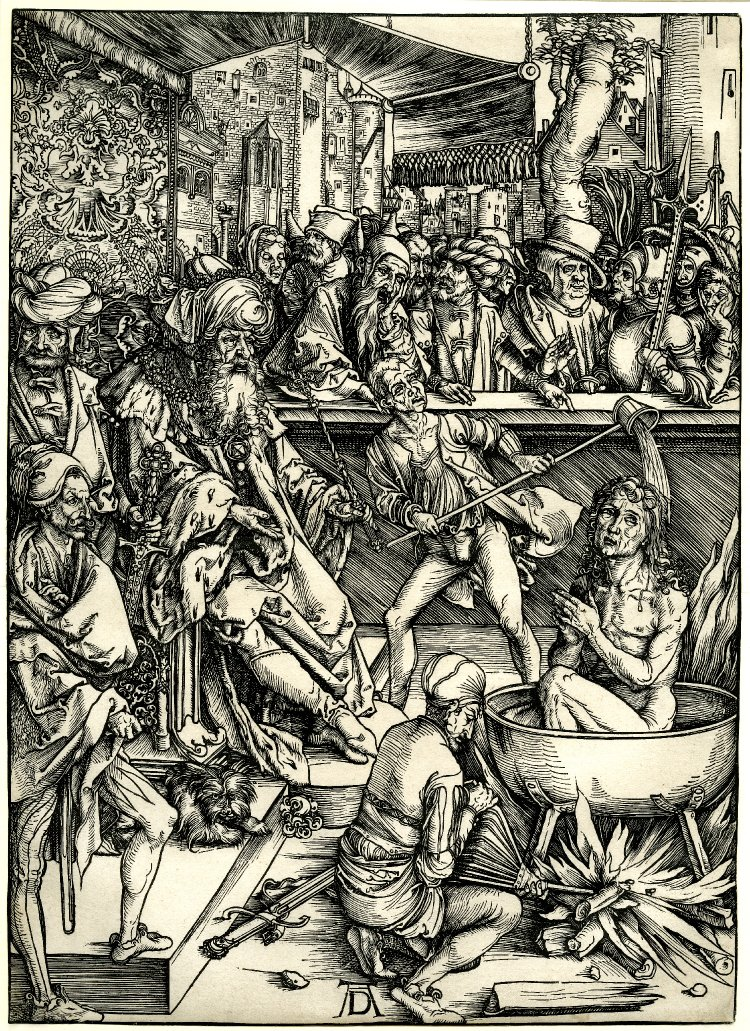
1. Мучеництво Св. Іоанна
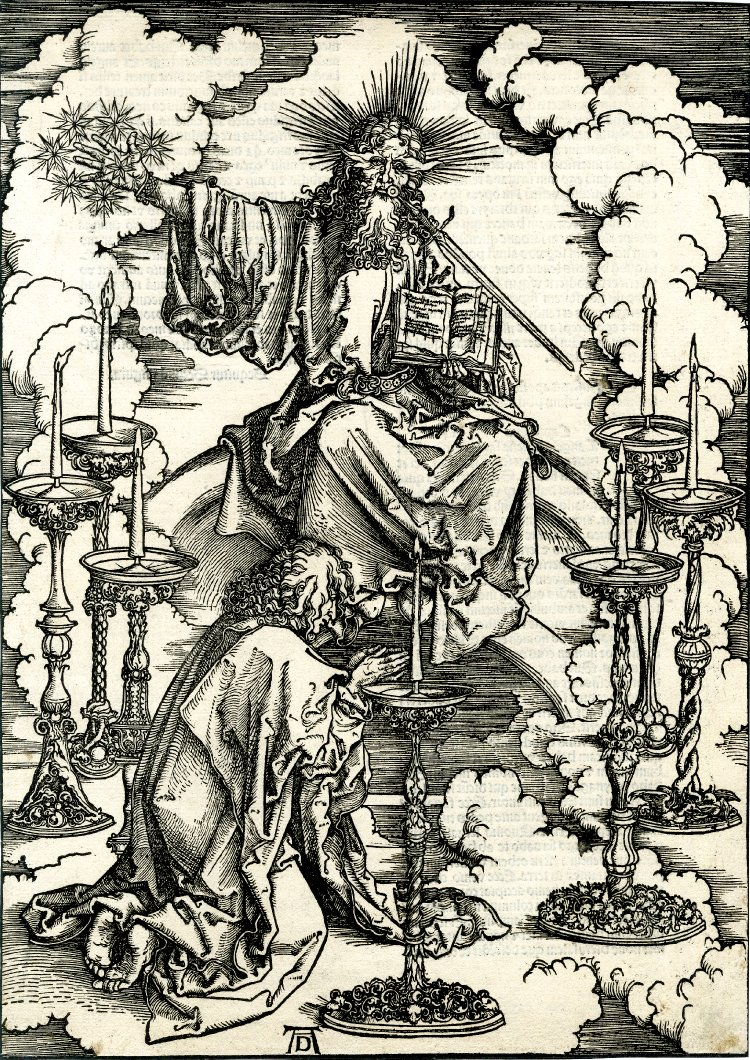
2. Видіння Святого Іоанна про сім підсвічників
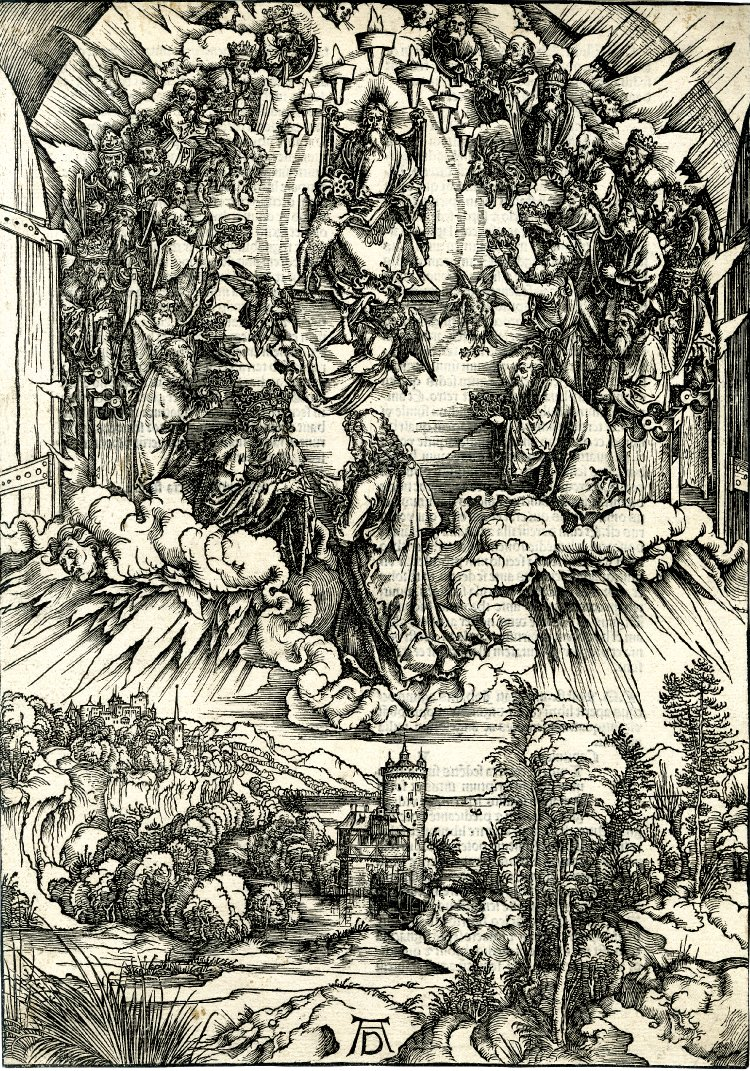
3. Святий Іоанн на колінах перед Христом та двадцятьма чотирма старими
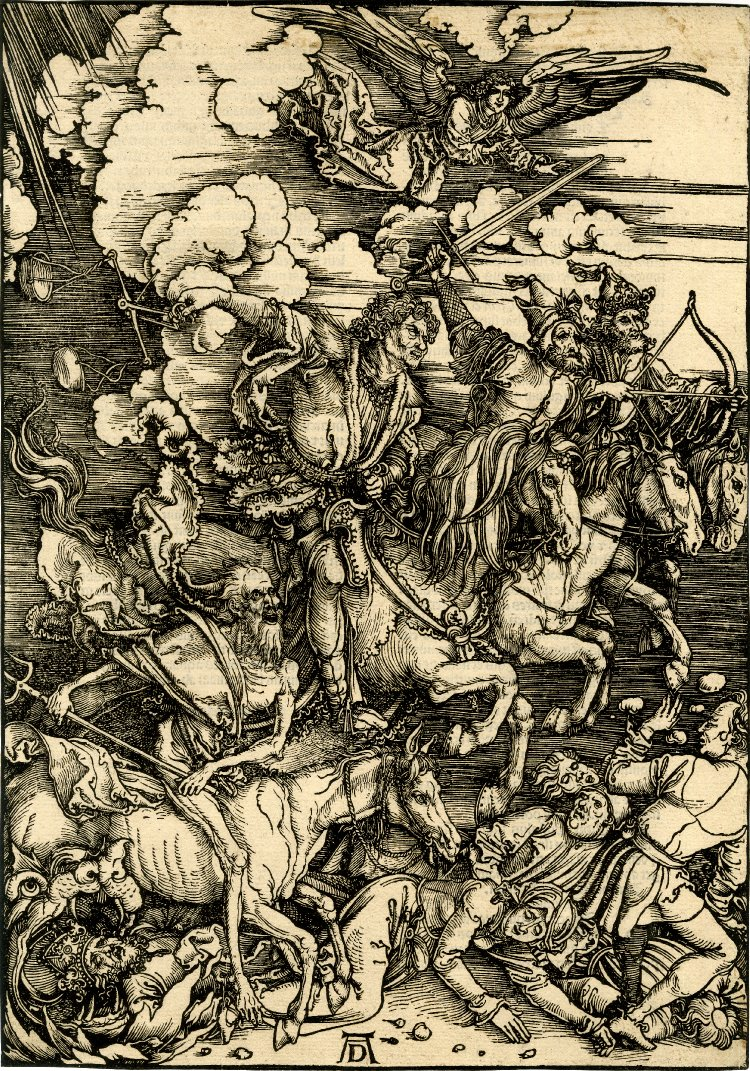
4. Чотири вершники Апокаліпсису
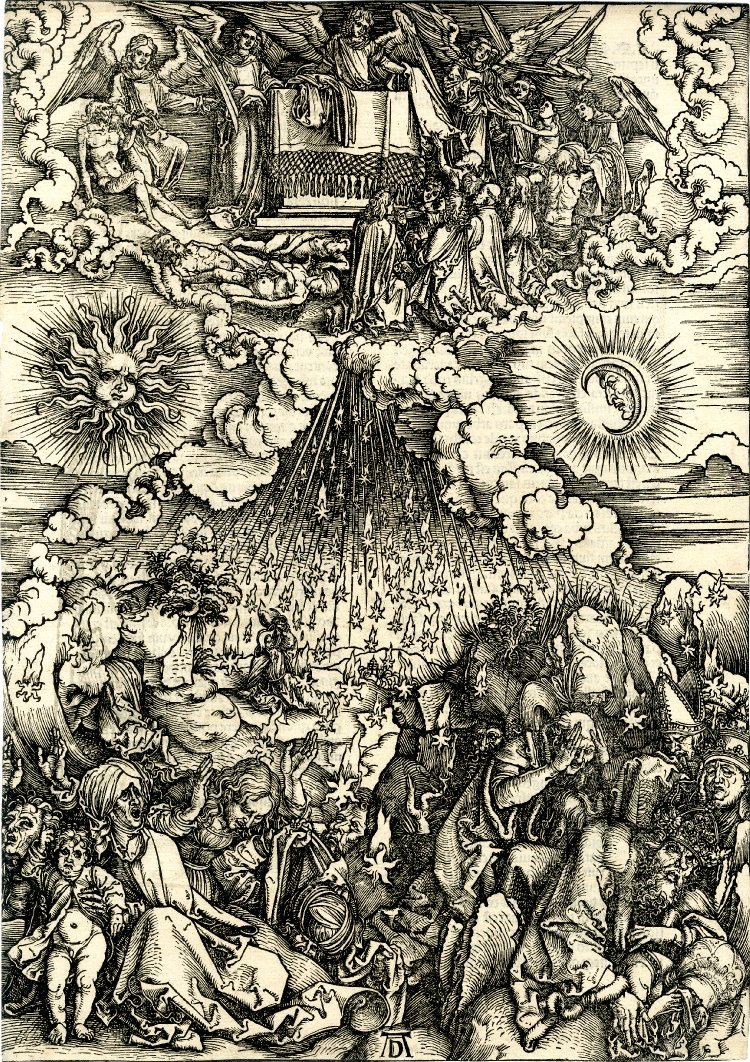
5. Відкриття п’ятої та шостої печаток
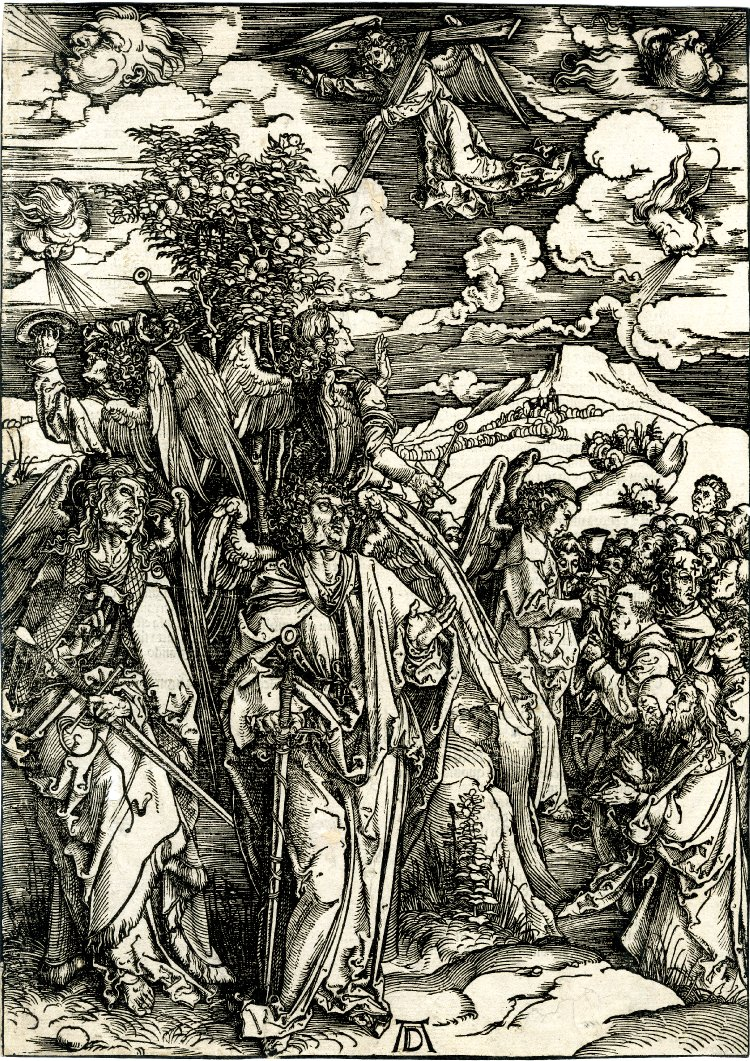
6. Чотири ангели, що стримують вітри, і маркування обраних
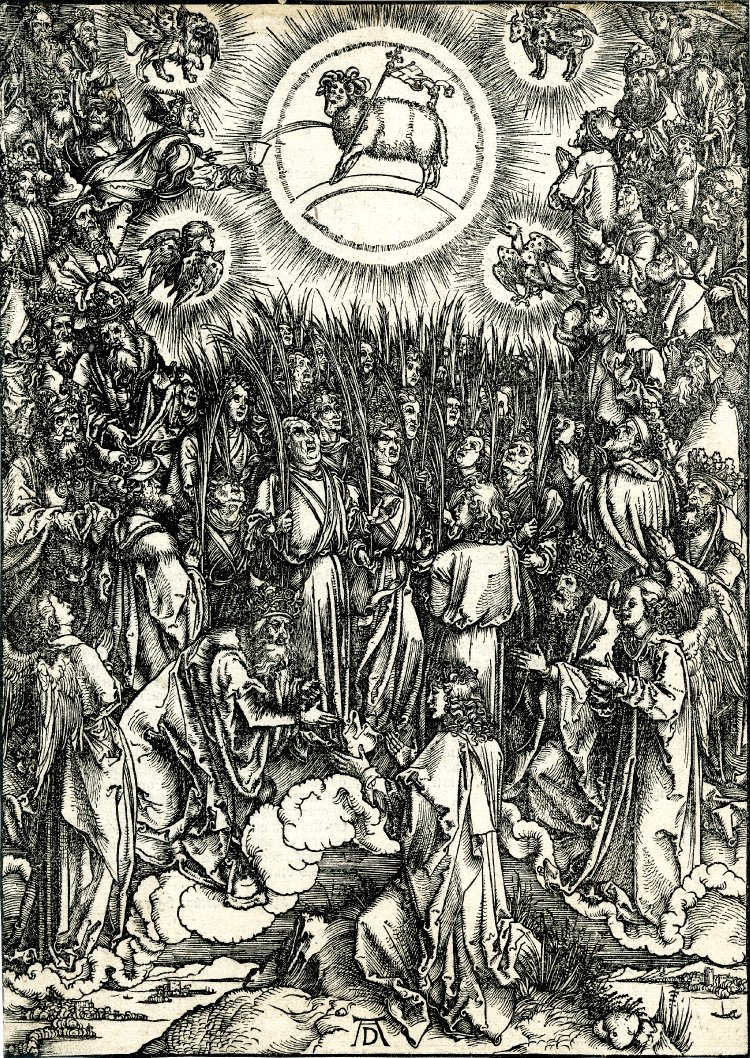
7. Гімн обожненню ягняти
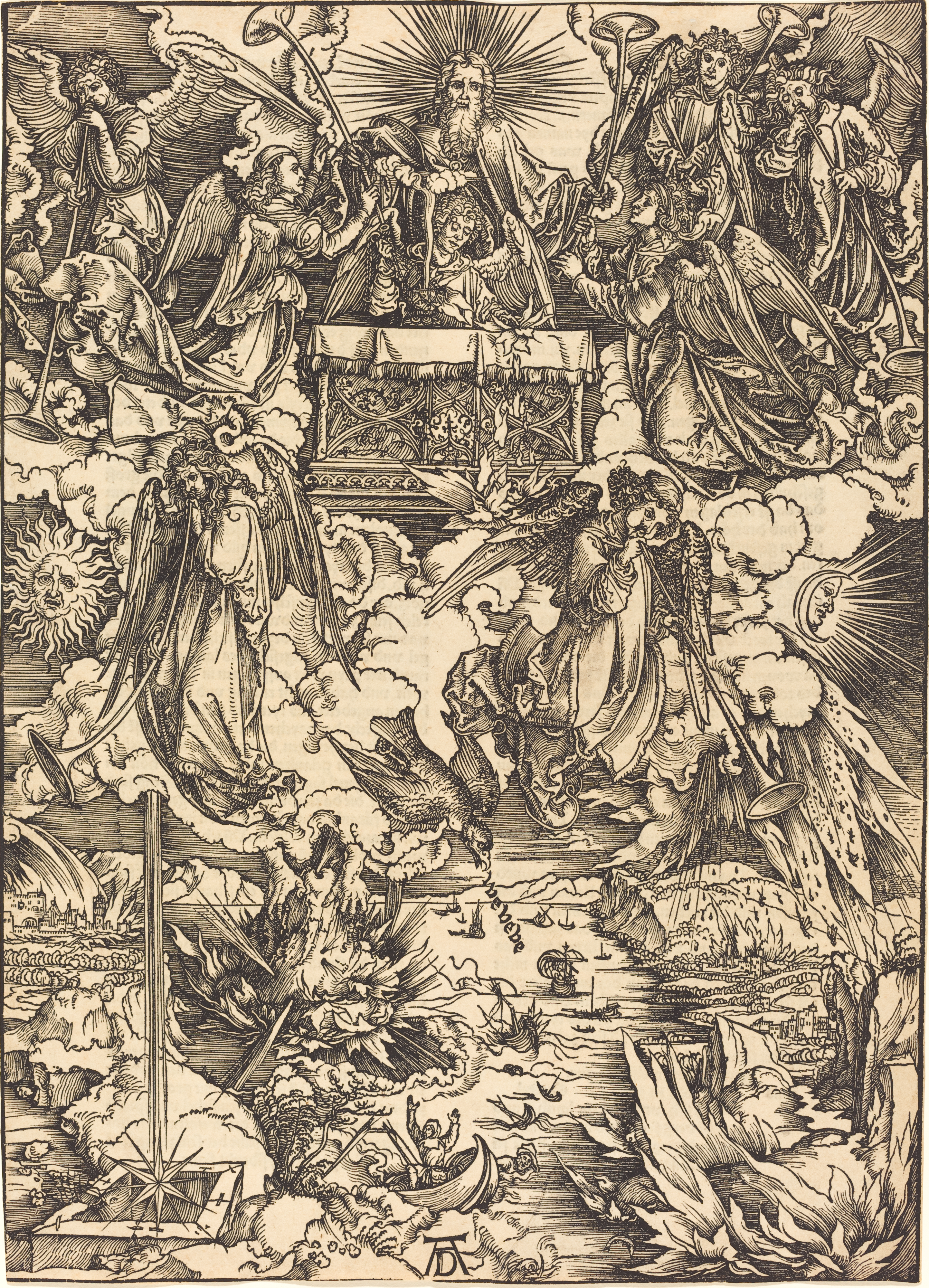
8. Відкриття сьомої печатки і орел кричить "Горе"
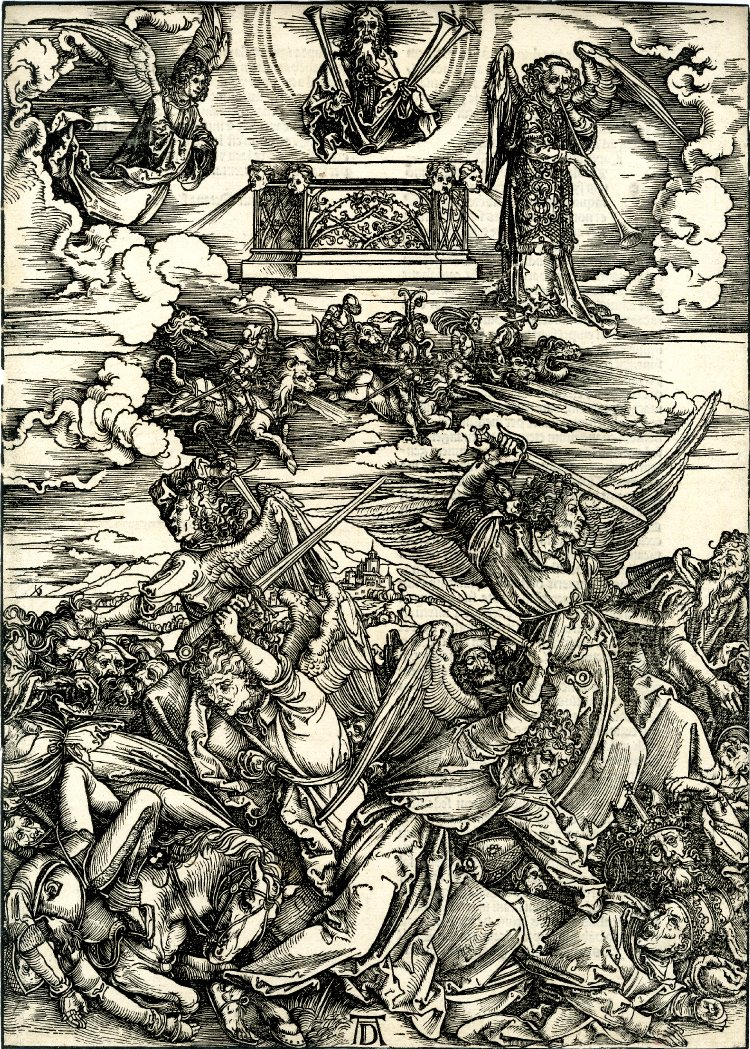
9. Чотири ангела Смерті
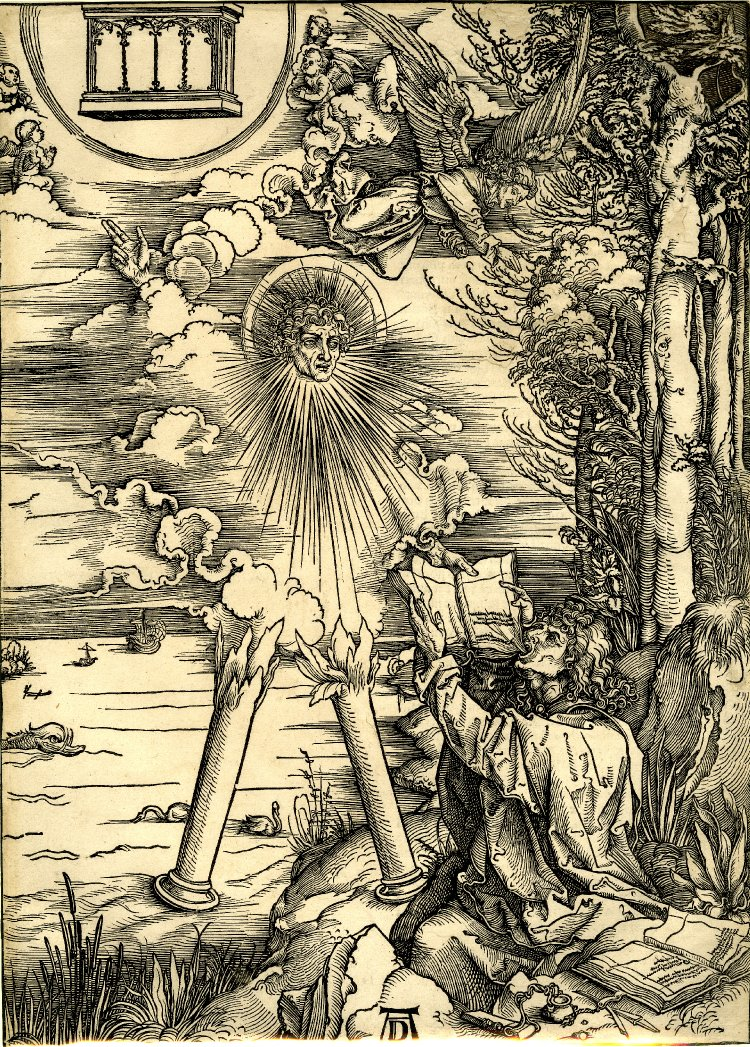
10. Іоанн їсть книгу
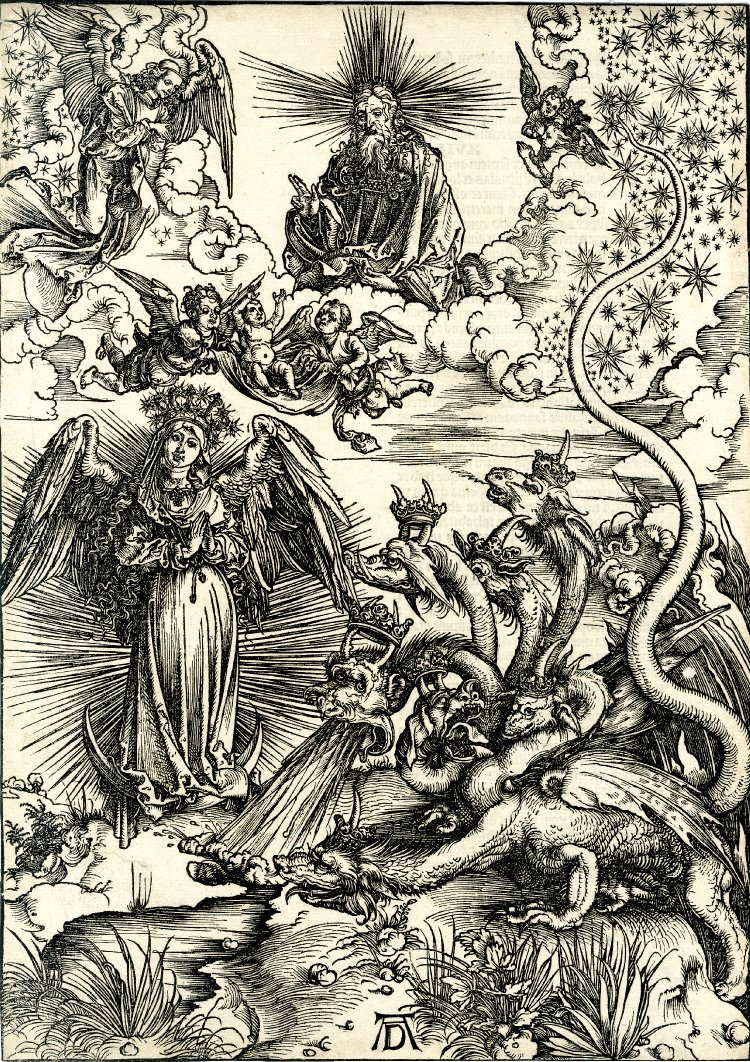
11. Жінка зодягнена в сонце та семиголовий дракон
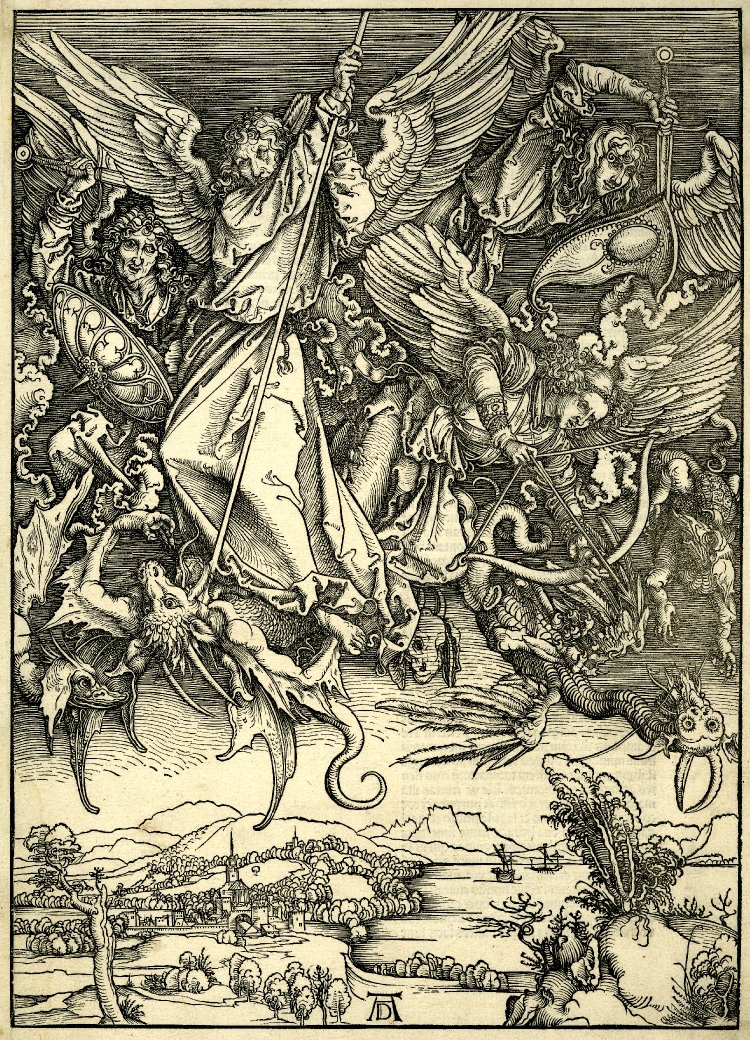
12. Архангел Михаїл бореться з драконом
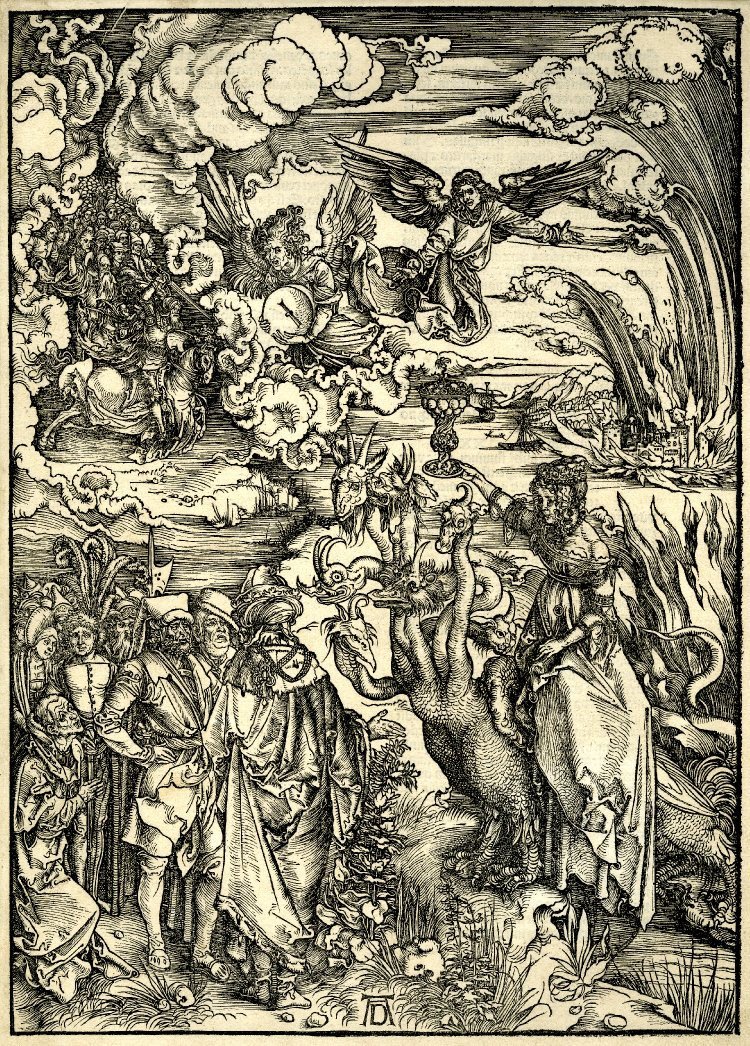
13. Вавилонська блудниця
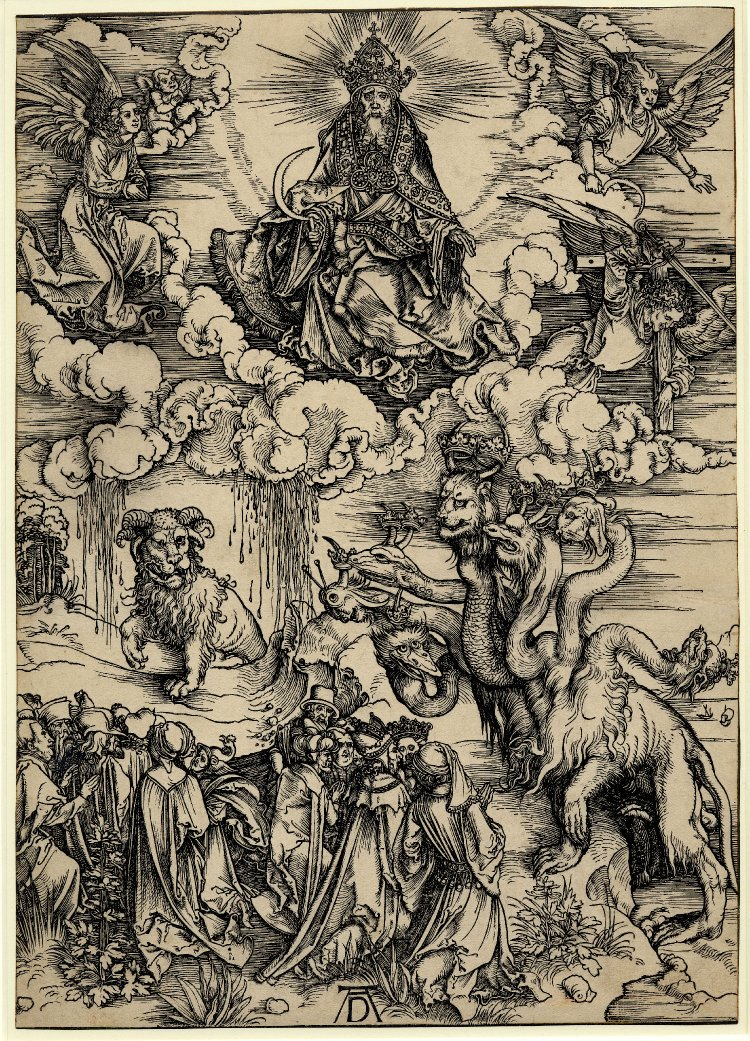
14. Звір із ягнячими рогами та звір із семи головами
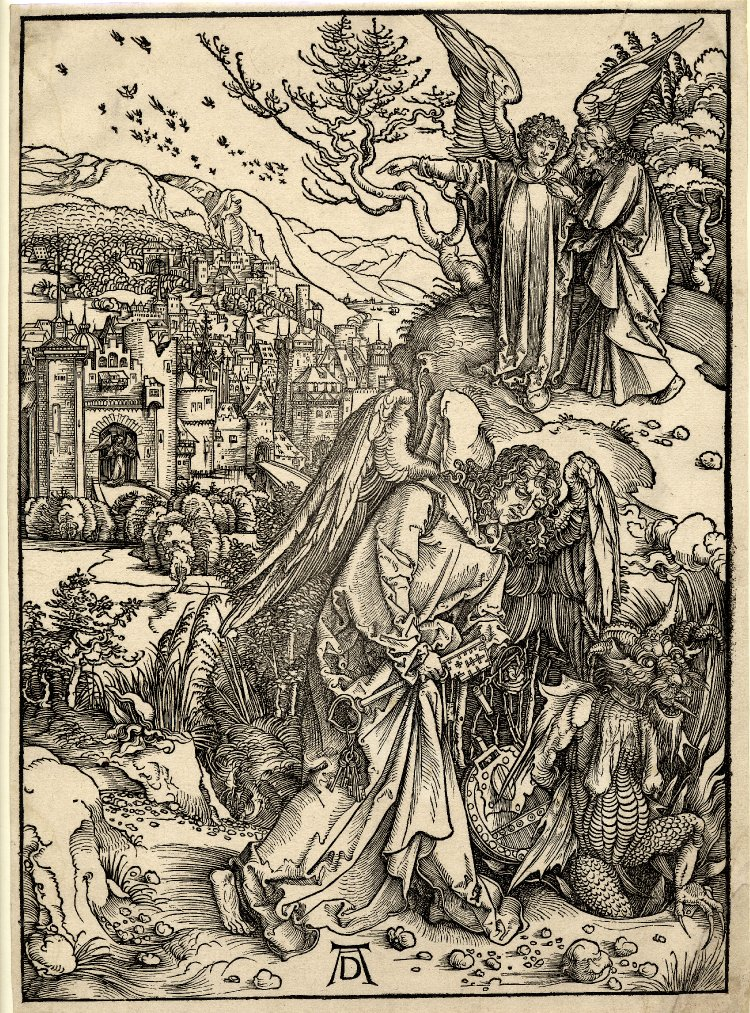
15. Ангел з ключем бездонної ями